# Klosterberg (Spessart)
Der Klosterberg ist ein 382,6 m ü. NHN hoher Berg im bayerischen Spessart. Er liegt im Landkreis Aschaffenburg nördlich von Rottenberg.

## Beschreibung
Auf dem Gipfel des Klosterberges befand sich einst eine hochmittelalterliche Burganlage (Burg Waldenberg), von der man heute noch Teile einer Turmmauer und einen Ringwall sehen kann. Es konnte nachgewiesen werden, dass die Burg auf dem Klosterberg etwa im 13. Jahrhundert, noch vor der Befestigung auf dem gegenüberliegenden Gräfenberg (Burg Landesehre) erbaut wurde. Bei einer Ausgrabung im Jahr 1973 wurden Keramikreste gefunden und Teile der Ruine freigelegt. Am westlichen Fuße des Berges steht die Feldkahler Kapelle.

## Sage

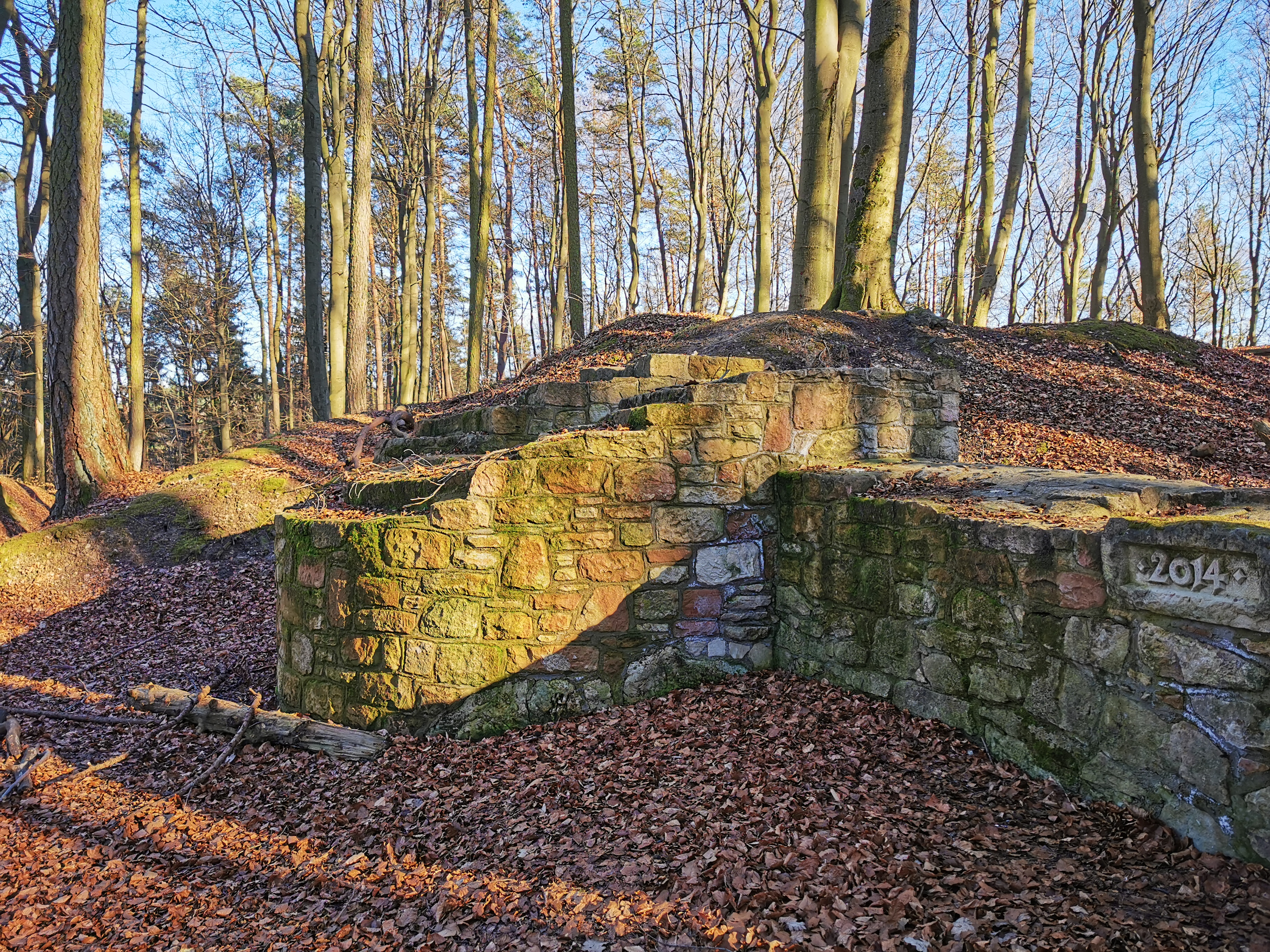
Rekonstruierte Mauerreste auf dem Klosterberg

Der Sage nach befand sich im 14. Jahrhundert auf dem Klosterberg eine Burganlage der Tempelritter. Auf dem gegenüberliegenden Gräfenberg stand die Burg der befreundeten Herren von Griefenberg. Das Läuten einer Glocke sollte bei Gefahr gegenseitig Hilfe sichern. In einer stürmischen Nacht wurde die Klosterburg angegriffen. Das Läuten der Glocke war vergebens, da es die Griefenberger selbst waren, die die Templer überfielen und alle erschlugen. Am nächsten Morgen eilten einige Helfer aus Rottenberg zu Hilfe. Nur der alte Prior gab noch Lebenszeichen von sich. Mit seinen letzten Atemzügen konnte er die Namen der Verräter nennen. Daraufhin ließ Erzbischof Peter von Aspelt die Burg der Griefenberger zerstören und ihre Herren hinrichten.